# Hrihorij Mihajlovics Szurkisz
Hrihorij Mihajlovics Szurkisz (ukránul: Григорій Михайлович Суркіс; Odessza, 1949. szeptember 4.) ukrán politikus, üzletember és sportvezető. A Dinamo Kijiv futball-klub tulajdonosa és egykori elnöke, az Ukrán Nemzeti Olimpiai Bizottság alelnöke, 2000–2012 között az Ukrán labdarúgó-szövetség elnöke, 2013–2015 között az UEFA alelnöke volt.

## Élete
1949-ben egy odesszai zsidó családban született. Apja, Mihajlo Davidovics Szurkisz katonaorvos volt. Anyja, Rimma Jakivna Szurkisz a kereskedelemben dolgozott. Egy testvére van, Ihor Szurkisz. Fiatal korában futballozott, az SZKA Ogyessza csapatában kapus, később a Dinamo Kijevben tartalék volt. 1972-ben végezte el a Kijevi Élelmiszeripari Főiskolát, ahol gépészmérnöki diplomát kapott. 1974–1988 között különféle építőipari vállalatoknál dolgozott, előbb a harkivi 9. sz. javít és építési szakigazgatóságon, majd a 3. sz. javító–építő igazgatóságon dolgozott, a nyolcvanas évek végére a kijevi Kijivzsitlorembudmontazs építőipari vállalat igazgatóhelyettesévé lépett elő. 1988-tól 1991-ig a Kijevi Városi Tanács Végrehajtó Bizottságánál dolgozott, ahol vezető beosztásokat látott el.
1991-től vállalkozói tevékenységbe kezdett. 1991–1993 között a Dinamo-Atlantik cég vezérigazgatója volt, majd 1993–1998 között a Szlavutics ipari és pénzügyi csoport élén állt. Üzletemberként a Viktor Medvedcsuk nevével fémjelzett üzleti és politikai körökkel került szoros kapcsolatba és a Medvedcsuk által irányított Ukrán Egyesített Szociáldemokrata Pártban (SZDPUo) is fontos szerepet játszott, 1995 óta a párt tagja. Leonyid Kucsma elnök utolsó hivatali éveiben az SZDPUo és Medvedcsuk jelentős politikai befolyásra tett szert, ehhez az időszakhoz számos politikai és gazdasági visszaélés kötődik, amelyben Szurkisznak is jelentős szerepe volt. Szurkisz 1998–2006 között, két ciklusban az ukrán Legfelsőbb Tanács képviselője volt az SZDPUo színeiben. A parlamentben az ifjúsági, sport és turisztikai bizottság tagjaként tevékenykedett, egy időben a bizottság elnökhelyettese is volt.
Szurkisz megtartotta kapcsolatát a sporttal. 1992–1998 között a Dinamo Kijev futball-klub elnöke volt, később pedig a klub tulajdonosává vált. A Szurkisz által megteremtett anyagi háttérnek köszönhetően  a Dinamo Kijev Ukrajna egyik legjelentősebb és legsikeresebb futball-klubjává vált, több szezonon keresztül vezette az ukrán bajnokságot és rendszeres résztvevője a Bajnokok Ligájának. Politikusi karrierje kezdetén, 1998-ban lemondott a klub vezetéséről és azt öccsének, Ihor Szurkisznak engedte át, de tulajdonosként továbbra is az ő befolyásosa érvényesül.
1996–2000 között az Ukrán Professzionális Labdarúgó Liga elnöke, egyúttal az Ukrán Labdarúgó-szövetség alelnöke volt. 2000 augusztusában a Szövetség elnökévé választották, majd 2004-ben újraválasztották. 2004-től az UEFA Végrehajtó Bizottságának a tagja. Szurkisz központi szerepet játszott a 2012-es Labdarúgó Európa-bajnokság közös lengyel-ukrán pályázatának előkészítésében.
2013. május 24-én az UEFA 37. kongresszusán a szervezet alelnökévé választották a 2013–2015 közötti időszakra.